# Alcis juvenca
Alcis juvenca là một loài bướm đêm trong họ Geometridae.